# Hans Christian Mortensen
Hans Christian Mortensen, född 1856 i Ballerup, Danmark, död 1921 i Viborg, Danmark, var en dansk lektor som bland annat ägnade sig åt ornitologi och startade ringmärkning av starar år 1899. Han var den förste i världen som systematiskt använde ringmärkningen av fåglar för vetenskapliga ändamål.

## Biografi
Mortensen tog examen 1874 och provade sedan sin väg både med teologiska och medicinska studier samt med studier av zoologi utan att slutföra någon av dem. Trots detta var han anställd som lärare vid olika skolor i Köpenhamnsområdet, och 1888 kom han till Viborgs katedralskola som biträdande professor. Här utsågs han senare till rektor (docent). År 1891 gifte han sig med lärarkollegan Ingeborg Cathrine Lemming.

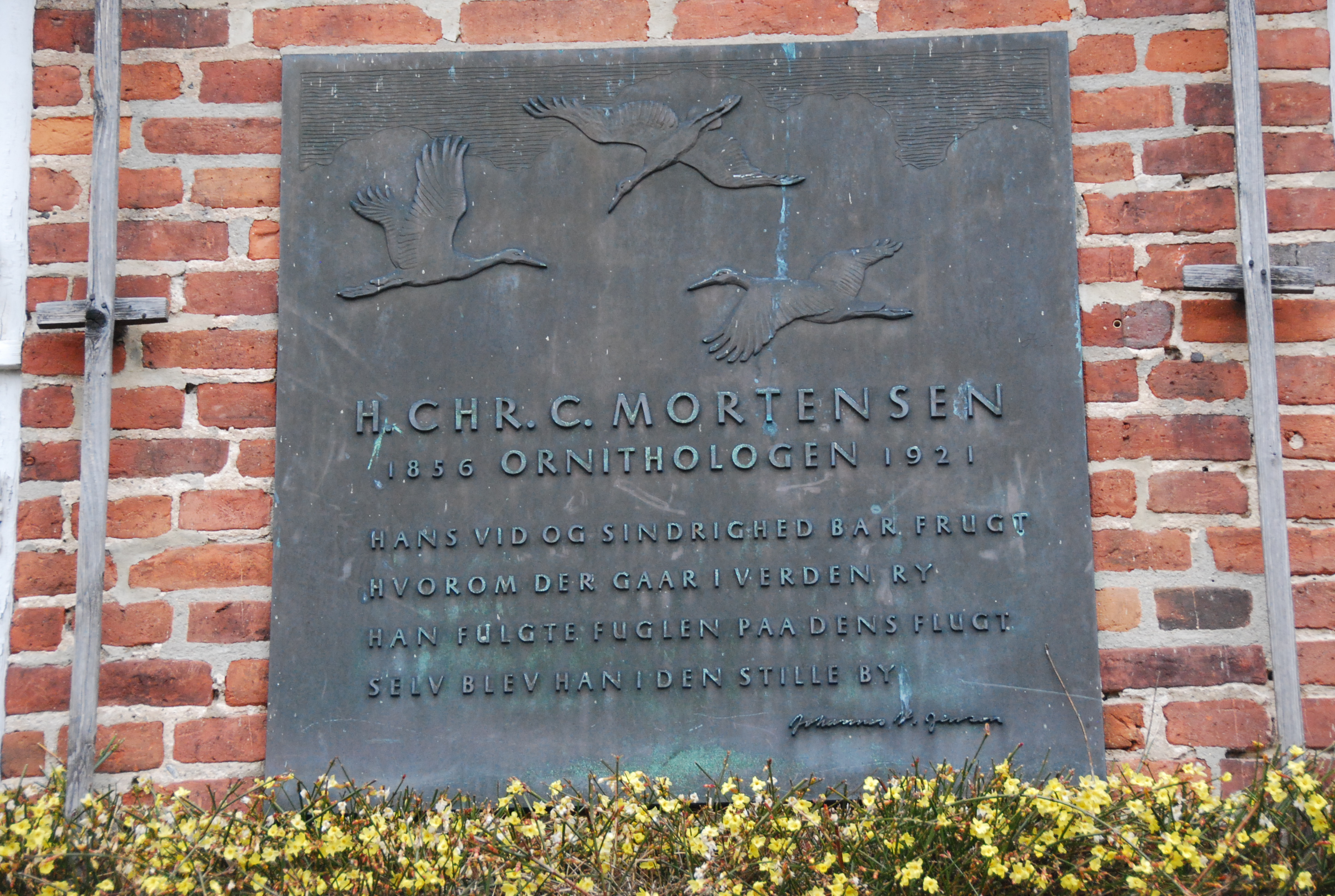
Minnestavla för Hans Chr. C. Mortensen, placerad i Latinerhaven, Viborg. (foto: Lars Schmidt)

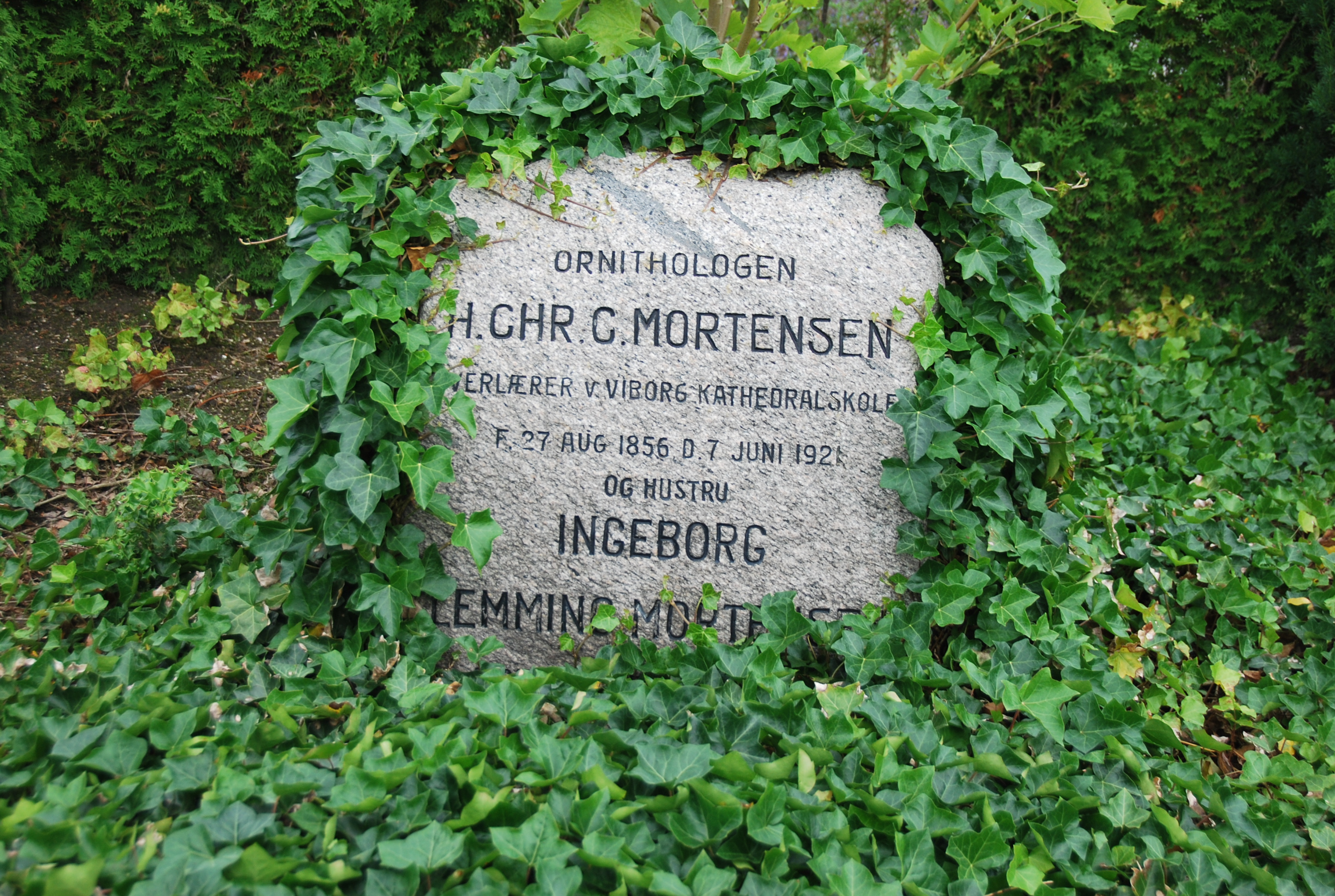
Gravsten för Mortensen på Viborg kyrkogård. (foto: Lars Schmidt)

## Karriär och vetenskapligt arbete
Mortensens första experiment med ringmärkning ägde rum med starar 1899. Han uppfann en så kallad starsnappare, en fångstapparat, vilken fungerade så att han fick stararna till sitt skrivbord. Det fanns också minnen efter lång tid om hur han kröp runt på Viborgs hustak för att ringmärka stadens storkar. Han "friköpte" änder som fångats i fågelfällor på Fanø med hjälp av medel från Carlsbergstiftelsen, ringmärkte dem och släppte dem och kartlade därmed ändernas flyttväg. Från 1899 till sin död 1921 ringmärkte han personligen omkring 6 000 fåglar. 
Tillsammans med bland andra Eiler Lehn Schiøler var han 1906 med och grundade Danska Ornitologiska Sällskapet. 
År 1952 avtäcktes en minnesplakett i Viborg för Mortensen. Tavlan placeras på väggen i den gamla katedralskolan som vetter mot Latin Garden. På minnestavlan kan man läsa en liten vers skriven av en av Mortensens elever, poeten Johannes V. Jensen:
"Hans vid og sindrighed bar frugt
hvorom der går i verden ry.
Han fulgte fuglen på dens flugt,
selv blev han i den stille by."